# Alpha Jalloh
Alpha Mohamed Jalloh (* 23. August 1993) ist ein sierra-leonisch-US-amerikanischer American-Football-Spieler. Als vielseitiger Spieler wird er sowohl auf der Position des Wide Receivers in der Offensive als auch auf der Position des Safetys in der Defensive eingesetzt. Darüber hinaus steht er häufig als Punt und Kick Returner in den Special Teams auf dem Spielfeld. Seine größten Erfolge waren der Gewinn des schwedischen Meistertitels 2017 und 2019 sowie die Auszeichnung als wertvollster Spieler der finnischen Vaahteraliiga 2020. In der Saison 2021 stand er bei den Leipzig Kings in der European League of Football (ELF) unter Vertrag.

## Werdegang

### Jugend
Jalloh besuchte zunächst die Parkdale High School. In seinem Junior-Jahr wurde er zur Annapolis Area Christian High School transferiert, an der er sowohl im American Football als auch im Ringen aktiv war. Im Ringen war Jalloh Team-Kapitän sowie Vierter bei den nationalen Schulmeisterschaften 2012. Im American Football spielte er als Wide Receiver und Defensive Back und wurde sowohl 2011 als auch 2012 in das All-Star-Team seiner Conference berufen. 2019 wurde er in die Hall of Fame der Annapolis Area Christian Eagles aufgenommen. Im Jahr 2012 entschied er sich für die Stevenson University im Baltimore County, da er unter anderem aufgrund eines schwachen Studierfähigkeitstestergebnisses keine Angebote von Spitzenuniversitäten erhielt. 2013 wurde er an die Liberty University in Lynchburg transferiert. Nachdem er 2014 bereits in allen Spielen zum Einsatz kam und bester Kick Returner der Flames wurde, stand er in den letzten beiden Jahren auch als Defensive Back als Starter auf dem Feld. Auf der Position des Free Safetys schloss er die Saison mit 48 Tackles und zwei Interceptions ab. In seinem Senior-Jahr führte er die Big South Conference in aufgenommenen Fumbles an und wurde nach der Saison in das All-Star-Team der Big South Conference berufen.

### Herren
Im NFL Draft 2017 wurde Jalloh von keinem Franchise ausgewählt und bekam auch als Free Agent keinen Vertrag in Nordamerika angeboten. Daher wechselte er zur Saison 2017 zu den Carlstad Crusaders in die schwedische Superserien. Im Mai gab er gegen die London Warriors im Halbfinale der Northern European Football League sein Debüt für die Crusaders und trug unter anderem mit einem Touchdown zum Einzug ins Finale bei. Dieses ging jedoch zwei Wochen später mit 15:21 gegen die Helsinki Roosters verloren. In der schwedischen Liga debütierte er am 26. Mai beim Auswärtsspiel gegen die Örebro Black Knights, wo er als Wide Receiver seinen ersten Touchdown fing. Nachdem die Crusaders bereits in der regulären Saison ungeschlagen geblieben waren, konnten sie auch in den Play-offs beide Spiele gewinnen und sich so den schwedischen Meistertitel sichern. Jalloh war mit zwei Touchdowns im XXXII SM-Finalen ein erheblicher Bestandteil des Teamerfolgs. Im November 2017 wurde Jalloh von den Thonon Black Panthers für die Saison 2018 der französischen Division Élite verpflichtet. Am ersten Spieltag Anfang Februar 2018 retournierte Jalloh sowohl einen Kick-off als auch einen Fumble zum Touchdown, worauf hin er als Spieler der Woche ausgezeichnet wurde. Aufgrund von Streitigkeiten um vertragliche Details verließ Jalloh die Panthers bereits während der Saison und schloss sich noch vor Saisonstart der schwedischen Superserien den Göteborg Marvels an. Mit 62 erzielten Punkten war er der beste Scorer seines Teams.
Zur Saison 2019 unterzeichnete Jalloh bei den Stockholm Mean Machines. Mit den Mean Machines erreichte Jalloh das Finale, in dem er acht Pässe für 233 Yards und zwei Touchdowns fing und einen Touchdown-Pass selbst warf. Das Spiel gewannen die Stockholmer mit 49:35, womit Jalloh zum zweiten Mal schwedischer Meister wurde. Darüber hinaus wurde er als Superserien Importspieler des Jahres ausgezeichnet. Nur wenige Wochen später wurde Jalloh von den Wasa Royals aus der finnischen Vaahteraliiga, deren Saison deutlich später als die schwedische begonnen hatte, unter Vertrag genommen. In den restlichen sechs Saisonspielen gelangen ihm unter anderem zwei Kick-Return-Touchdowns sowie 23 Tackles. Nach der Saison wurde er in das All-Star-Team als Kick Returner berufen. Im Frühling 2020 wurde Jalloh von den Ingolstadt Dukes verpflichtet, doch kam der Vertrag aufgrund der Absage der GFL-Saison 2020 nicht zustande. Somit stand er in der aufgrund der COVID-19-Pandemie verkürzten Vaahteraliiga-Saison 2020 erneut bei den Royals in Finnland unter Vertrag. Mit insgesamt 62 Punkten war Jalloh zweitbester Scorer der Liga. Wie im Vorjahr wurde er in das All-Star-Team der Vaahteraliiga berufen und darüber hinaus als wertvollster Spieler der Liga (MVP) ausgezeichnet. Wenige Tage nach dem Saisonende in Finnland wechselte er für die verbleibenden Spiele zu den Stockholm Mean Machines, mit denen er das Finale um die schwedische Meisterschaft gegen die Carlstad Crusaders verlor. Vom Sportmagazin American Football International wurde Jalloh in das AFI All-Pandemic Team 2020 ernannt.
2021 schloss er sich zunächst dem zweitklassigen schwedischen Team Helsingborg Jaguars an, kam dort jedoch aufgrund seines späteren Engagements bei den Leipzig Kings nur in der Vorbereitung als Co-Defensive Coodinator und Defensive-Back-Coach der U19 zum Einsatz. Mitte April spielte er am letzten Spieltag der spanischen Liga Nacional de Fútbol Americano für die Murcia Cobras und erzielte dabei einen Touchdown. Wenige Wochen später wurde Jalloh von dem neu gegründetem Franchise Leipzig Kings in der European League of Football (ELF) verpflichtet, wo er wie in Stockholm mit dem Trainer Fred Armstrong zusammenarbeitete. In der vierten Spielwoche erzielte Jalloh beim Auswärtsspiel gegen die Stuttgart Surge jeweils einen Touchdown als Wide Receiver, Safety und als Kick Returner. Später in der Saison erzielte er zudem einen Rushing Touchdown, womit er in der ELF bereits auf vier verschiedenen Positionen Punkte für sein Team gewinnen konnte. Die Saison schlossen die Kings mit einer ausgeglichenen Siegesbilanz außerhalb der Playoffs-Ränge ab. Mitte September 2021 wurde er von den Bucharest Rebels aus der Campionatul Naţional de Fotbal American für die restliche Saison verpflichtet. Jalloh erzielte bei seinem Debüt am 3. Oktober gegen die Cluj Crusaders vier Touchdowns. Die Saison schloss er mit dem Gewinn der rumänischen Meisterschaft ab. Vom Sportmagazin American Football International wurde Jalloh zum Jahresende als Kick Returner in das AFI’s All-Europe Team 2021 ernannt.
Ende März 2022 gaben die Wasa Royals die Verpflichtung Jallohs für die Saison 2022 der finnischen Division I bekannt. Rund einen Monat später wurde er zudem von den Stockholm Mean Machines für einige Spiele ausgeliehen. Mit den Mean Machines gewann Jalloh den Scandinavian Cup 2022. Mit den Royals gewannen alle Spiele der regulären Saison und holte letztlich den Spaghetti Bowl. Jalloh verlängerte seinen Vertrag bei den Royals um eine weitere Saison. Nach der Vaahteraliiga-Saison 2023 wurde Jalloh als Wide Receiver und Punt Returner in das All-Star Team gewählt.

## Privates
Jalloh ist in Sierra Leone geboren. Aufgrund eines anhaltenden Bürgerkriegs flüchteten seine Eltern mit ihm in die Vereinigten Staaten, wo er in New Carrollton im Prince George’s County im US-Bundesstaat Maryland aufwuchs. Er hat drei Brüder. Jalloh ist gläubiger Christ. An der Universität schloss er ein Studium in digitaler Medienkommunikation ab. Im Januar 2022 wurde seine Tochter geboren.

## Statistiken
| Jahr                             | Team          | Spiele 1 | Defense | Defense | Defense | Defense | Defense | Defense      | Defense      | Defense      | Defense      | Defense      | Defense | Defense | Offense   | Offense   | Offense   | Offense   | Offense   | Offense | Offense | Offense | Offense | Offense | Offense | Offense | Special Teams | Special Teams | Special Teams | Special Teams |
| Jahr                             | Team          | Spiele 1 | Tackles | Tackles | Tackles | Tackles | Tackles | Pass Defense | Pass Defense | Pass Defense | Pass Defense | Pass Defense | Fumbles | Fumbles | Receiving | Receiving | Receiving | Receiving | Receiving | Rushing | Rushing | Rushing | Rushing | Rushing | Fumbles | Fumbles | Returning     | Returning     | Returning     | Returning     |
| Jahr                             | Team          | Spiele 1 | Total   | Solo    | Ast     | Sack    | TFL     | PD           | BrUp         | INT          | Yds          | TD           | FF      | FR      | Rec       | Yds       | Avg       | TD        | Lng       | Att     | Yds     | Avg     | TD      | Lng     | FUM     | Lost    | KR            | Yds           | Avg           | TD            |
| -------------------------------- | ------------- | -------- | ------- | ------- | ------- | ------- | ------- | ------------ | ------------ | ------------ | ------------ | ------------ | ------- | ------- | --------- | --------- | --------- | --------- | --------- | ------- | ------- | ------- | ------- | ------- | ------- | ------- | ------------- | ------------- | ------------- | ------------- |
| European League of Football      |               |          |         |         |         |         |         |              |              |              |              |              |         |         |           |           |           |           |           |         |         |         |         |         |         |         |               |               |               |               |
| 2021                             | Leipzig Kings | 09       | 34      | 12      | 22      | 0       | 3       | 0            | 1            | 2            | 74           | 1            | 1       | 0       | 24        | 305       | 12,7      | 4         | 68        | 4       | 39      | 9,8     | 1       | 24      | 2       | 2       | 18            | 649           | 36,1          | 3             |
| ELF Gesamt                       | ELF Gesamt    | 09       | 34      | 12      | 22      | 0       | 3       | 0            | 1            | 2            | 74           | 1            | 1       | 0       | 24        | 305       | 12,7      | 4         | 68        | 4       | 39      | 9,8     | 1       | 24      | 2       | 2       | 18            | 649           | 36,1          | 3             |
| Quellen: europeanleague.football |               |          |         |         |         |         |         |              |              |              |              |              |         |         |           |           |           |           |           |         |         |         |         |         |         |         |               |               |               |               |